# Corsica Nazione
Corsica Nazione è stato un partito politico còrso fondato nel 1992 che mirava a ottenere il controllo sovrano della Corsica rendendola indipendente dalla Francia e a promuovere l'identità nazionale còrsa.

## Storia
Il primo riconoscimento elettorale del partito avvenne nel 1992, quando ottenne il 20% dei voti nelle elezioni per l'assemblea regionale della Corsica. La Corsica aveva richiesto alla Francia nel 1988 di essere riconosciuta come Stato, ma tale richiesta fu rifiutata. Corsica Nazione si pone l'obiettivo di favorire un pacifico processo di negoziati con la Francia, per porre definitivamente fine alla violenza politica che ha a lungo caratterizzato la storia dell'isola. Inoltre, il partito vuole favorire il ritorno nell'isola dei còrsi emigrati altrove, attraverso una politica di corsie preferenziali nel collocamento dei posti di lavoro.
Nel 2004, il leader del partito, Jean-Guy Talamoni, si unì al leader del movimento Unità Naziunale (Unità Nazionale), Edmond Simeoni, per creare una coalizione di nove partiti nazionalisti còrsi. Questa coalizione portò nel 2009 alla fondazione del movimento Corsica Libera.